# Макија ди Сан Ђовани (Латина)
Макија ди Сан Ђовани је насеље у Италији у округу Латина, региону Лацио.
Према процени из 2011. у насељу је живело 222 становника. Насеље се налази на надморској висини од 45 м.